# بیل بری (بازیکن فوتبال، زاده ۱۸۸۲)
بیل بری (انگلیسی: Bill Berry؛ ژوئیه ۱۸۸۲ – ۱ مارس ۱۹۴۳) بازیکن فوتبال اهل بریتانیا بود.
از باشگاه‌هایی که در آن بازی کرده‌است می‌توان به باشگاه فوتبال منچستر یونایتد، باشگاه فوتبال استوک‌پورت کانتی، باشگاه فوتبال تاتنهام هاتسپر، و باشگاه فوتبال ساندرلند اشاره کرد.